# 1739
Portal Geschichte | Portal Biografien | Aktuelle Ereignisse | Jahreskalender | Tagesartikel

◄ |
17. Jahrhundert |
18. Jahrhundert
| 19. Jahrhundert | ►

◄ |
1700er |
1710er |
1720er |
1730er
| 1740er | 1750er | 1760er | ►

◄◄ |
◄ |
1735 |
1736 |
1737 |
1738 |
1739
| 1740 | 1741 | 1742 | 1743 | ► | ►►
Staatsoberhäupter  · Nekrolog   · Musikjahr
| Januar | Januar | Januar | Januar | Januar | Januar | Januar | Januar |
| Kw     | Mo     | Di     | Mi     | Do     | Fr     | Sa     | So     |
| ------ | ------ | ------ | ------ | ------ | ------ | ------ | ------ |
| 1      |        |        |        | 1      | 2      | 3      | 4      |
| 2      | 5      | 6      | 7      | 8      | 9      | 10     | 11     |
| 3      | 12     | 13     | 14     | 15     | 16     | 17     | 18     |
| 4      | 19     | 20     | 21     | 22     | 23     | 24     | 25     |
| 5      | 26     | 27     | 28     | 29     | 30     | 31     |        |

| Februar | Februar | Februar | Februar | Februar | Februar | Februar | Februar |
| Kw      | Mo      | Di      | Mi      | Do      | Fr      | Sa      | So      |
| ------- | ------- | ------- | ------- | ------- | ------- | ------- | ------- |
| 5       |         |         |         |         |         |         | 1       |
| 6       | 2       | 3       | 4       | 5       | 6       | 7       | 8       |
| 7       | 9       | 10      | 11      | 12      | 13      | 14      | 15      |
| 8       | 16      | 17      | 18      | 19      | 20      | 21      | 22      |
| 9       | 23      | 24      | 25      | 26      | 27      | 28      |         |

| März | März | März | März | März | März | März | März |
| Kw   | Mo   | Di   | Mi   | Do   | Fr   | Sa   | So   |
| ---- | ---- | ---- | ---- | ---- | ---- | ---- | ---- |
| 9    |      |      |      |      |      |      | 1    |
| 10   | 2    | 3    | 4    | 5    | 6    | 7    | 8    |
| 11   | 9    | 10   | 11   | 12   | 13   | 14   | 15   |
| 12   | 16   | 17   | 18   | 19   | 20   | 21   | 22   |
| 13   | 23   | 24   | 25   | 26   | 27   | 28   | 29   |
| 14   | 30   | 31   |      |      |      |      |      |

| April | April | April | April | April | April | April | April |
| Kw    | Mo    | Di    | Mi    | Do    | Fr    | Sa    | So    |
| ----- | ----- | ----- | ----- | ----- | ----- | ----- | ----- |
| 14    |       |       | 1     | 2     | 3     | 4     | 5     |
| 15    | 6     | 7     | 8     | 9     | 10    | 11    | 12    |
| 16    | 13    | 14    | 15    | 16    | 17    | 18    | 19    |
| 17    | 20    | 21    | 22    | 23    | 24    | 25    | 26    |
| 18    | 27    | 28    | 29    | 30    |       |       |       |

| Mai | Mai | Mai | Mai | Mai | Mai | Mai | Mai |
| Kw  | Mo  | Di  | Mi  | Do  | Fr  | Sa  | So  |
| --- | --- | --- | --- | --- | --- | --- | --- |
| 18  |     |     |     |     | 1   | 2   | 3   |
| 19  | 4   | 5   | 6   | 7   | 8   | 9   | 10  |
| 20  | 11  | 12  | 13  | 14  | 15  | 16  | 17  |
| 21  | 18  | 19  | 20  | 21  | 22  | 23  | 24  |
| 22  | 25  | 26  | 27  | 28  | 29  | 30  | 31  |

| Juni | Juni | Juni | Juni | Juni | Juni | Juni | Juni |
| Kw   | Mo   | Di   | Mi   | Do   | Fr   | Sa   | So   |
| ---- | ---- | ---- | ---- | ---- | ---- | ---- | ---- |
| 23   | 1    | 2    | 3    | 4    | 5    | 6    | 7    |
| 24   | 8    | 9    | 10   | 11   | 12   | 13   | 14   |
| 25   | 15   | 16   | 17   | 18   | 19   | 20   | 21   |
| 26   | 22   | 23   | 24   | 25   | 26   | 27   | 28   |
| 27   | 29   | 30   |      |      |      |      |      |

| Juli | Juli | Juli | Juli | Juli | Juli | Juli | Juli |
| Kw   | Mo   | Di   | Mi   | Do   | Fr   | Sa   | So   |
| ---- | ---- | ---- | ---- | ---- | ---- | ---- | ---- |
| 27   |      |      | 1    | 2    | 3    | 4    | 5    |
| 28   | 6    | 7    | 8    | 9    | 10   | 11   | 12   |
| 29   | 13   | 14   | 15   | 16   | 17   | 18   | 19   |
| 30   | 20   | 21   | 22   | 23   | 24   | 25   | 26   |
| 31   | 27   | 28   | 29   | 30   | 31   |      |      |

| August | August | August | August | August | August | August | August |
| Kw     | Mo     | Di     | Mi     | Do     | Fr     | Sa     | So     |
| ------ | ------ | ------ | ------ | ------ | ------ | ------ | ------ |
| 31     |        |        |        |        |        | 1      | 2      |
| 32     | 3      | 4      | 5      | 6      | 7      | 8      | 9      |
| 33     | 10     | 11     | 12     | 13     | 14     | 15     | 16     |
| 34     | 17     | 18     | 19     | 20     | 21     | 22     | 23     |
| 35     | 24     | 25     | 26     | 27     | 28     | 29     | 30     |
| 36     | 31     |        |        |        |        |        |        |

| September | September | September | September | September | September | September | September |
| Kw        | Mo        | Di        | Mi        | Do        | Fr        | Sa        | So        |
| --------- | --------- | --------- | --------- | --------- | --------- | --------- | --------- |
| 36        |           | 1         | 2         | 3         | 4         | 5         | 6         |
| 37        | 7         | 8         | 9         | 10        | 11        | 12        | 13        |
| 38        | 14        | 15        | 16        | 17        | 18        | 19        | 20        |
| 39        | 21        | 22        | 23        | 24        | 25        | 26        | 27        |
| 40        | 28        | 29        | 30        |           |           |           |           |

| Oktober | Oktober | Oktober | Oktober | Oktober | Oktober | Oktober | Oktober |
| Kw      | Mo      | Di      | Mi      | Do      | Fr      | Sa      | So      |
| ------- | ------- | ------- | ------- | ------- | ------- | ------- | ------- |
| 40      |         |         |         | 1       | 2       | 3       | 4       |
| 41      | 5       | 6       | 7       | 8       | 9       | 10      | 11      |
| 42      | 12      | 13      | 14      | 15      | 16      | 17      | 18      |
| 43      | 19      | 20      | 21      | 22      | 23      | 24      | 25      |
| 44      | 26      | 27      | 28      | 29      | 30      | 31      |         |

| November | November | November | November | November | November | November | November |
| Kw       | Mo       | Di       | Mi       | Do       | Fr       | Sa       | So       |
| -------- | -------- | -------- | -------- | -------- | -------- | -------- | -------- |
| 44       |          |          |          |          |          |          | 1        |
| 45       | 2        | 3        | 4        | 5        | 6        | 7        | 8        |
| 46       | 9        | 10       | 11       | 12       | 13       | 14       | 15       |
| 47       | 16       | 17       | 18       | 19       | 20       | 21       | 22       |
| 48       | 23       | 24       | 25       | 26       | 27       | 28       | 29       |
| 49       | 30       |          |          |          |          |          |          |

| Dezember | Dezember | Dezember | Dezember | Dezember | Dezember | Dezember | Dezember |
| Kw       | Mo       | Di       | Mi       | Do       | Fr       | Sa       | So       |
| -------- | -------- | -------- | -------- | -------- | -------- | -------- | -------- |
| 49       |          | 1        | 2        | 3        | 4        | 5        | 6        |
| 50       | 7        | 8        | 9        | 10       | 11       | 12       | 13       |
| 51       | 14       | 15       | 16       | 17       | 18       | 19       | 20       |
| 52       | 21       | 22       | 23       | 24       | 25       | 26       | 27       |
| 53       | 28       | 29       | 30       | 31       |          |          |          |

| Januar | Januar | Januar | Januar | Januar | Januar | Januar | Januar |
| Kw     | Mo     | Di     | Mi     | Do     | Fr     | Sa     | So     |
| ------ | ------ | ------ | ------ | ------ | ------ | ------ | ------ |
| 1      |        |        |        | 1      | 2      | 3      | 4      |
| 2      | 5      | 6      | 7      | 8      | 9      | 10     | 11     |
| 3      | 12     | 13     | 14     | 15     | 16     | 17     | 18     |
| 4      | 19     | 20     | 21     | 22     | 23     | 24     | 25     |
| 5      | 26     | 27     | 28     | 29     | 30     | 31     |        |

| Februar | Februar | Februar | Februar | Februar | Februar | Februar | Februar |
| Kw      | Mo      | Di      | Mi      | Do      | Fr      | Sa      | So      |
| ------- | ------- | ------- | ------- | ------- | ------- | ------- | ------- |
| 5       |         |         |         |         |         |         | 1       |
| 6       | 2       | 3       | 4       | 5       | 6       | 7       | 8       |
| 7       | 9       | 10      | 11      | 12      | 13      | 14      | 15      |
| 8       | 16      | 17      | 18      | 19      | 20      | 21      | 22      |
| 9       | 23      | 24      | 25      | 26      | 27      | 28      |         |

| März | März | März | März | März | März | März | März |
| Kw   | Mo   | Di   | Mi   | Do   | Fr   | Sa   | So   |
| ---- | ---- | ---- | ---- | ---- | ---- | ---- | ---- |
| 9    |      |      |      |      |      |      | 1    |
| 10   | 2    | 3    | 4    | 5    | 6    | 7    | 8    |
| 11   | 9    | 10   | 11   | 12   | 13   | 14   | 15   |
| 12   | 16   | 17   | 18   | 19   | 20   | 21   | 22   |
| 13   | 23   | 24   | 25   | 26   | 27   | 28   | 29   |
| 14   | 30   | 31   |      |      |      |      |      |

| April | April | April | April | April | April | April | April |
| Kw    | Mo    | Di    | Mi    | Do    | Fr    | Sa    | So    |
| ----- | ----- | ----- | ----- | ----- | ----- | ----- | ----- |
| 14    |       |       | 1     | 2     | 3     | 4     | 5     |
| 15    | 6     | 7     | 8     | 9     | 10    | 11    | 12    |
| 16    | 13    | 14    | 15    | 16    | 17    | 18    | 19    |
| 17    | 20    | 21    | 22    | 23    | 24    | 25    | 26    |
| 18    | 27    | 28    | 29    | 30    |       |       |       |

| Mai | Mai | Mai | Mai | Mai | Mai | Mai | Mai |
| Kw  | Mo  | Di  | Mi  | Do  | Fr  | Sa  | So  |
| --- | --- | --- | --- | --- | --- | --- | --- |
| 18  |     |     |     |     | 1   | 2   | 3   |
| 19  | 4   | 5   | 6   | 7   | 8   | 9   | 10  |
| 20  | 11  | 12  | 13  | 14  | 15  | 16  | 17  |
| 21  | 18  | 19  | 20  | 21  | 22  | 23  | 24  |
| 22  | 25  | 26  | 27  | 28  | 29  | 30  | 31  |

| Juni | Juni | Juni | Juni | Juni | Juni | Juni | Juni |
| Kw   | Mo   | Di   | Mi   | Do   | Fr   | Sa   | So   |
| ---- | ---- | ---- | ---- | ---- | ---- | ---- | ---- |
| 23   | 1    | 2    | 3    | 4    | 5    | 6    | 7    |
| 24   | 8    | 9    | 10   | 11   | 12   | 13   | 14   |
| 25   | 15   | 16   | 17   | 18   | 19   | 20   | 21   |
| 26   | 22   | 23   | 24   | 25   | 26   | 27   | 28   |
| 27   | 29   | 30   |      |      |      |      |      |

| Juli | Juli | Juli | Juli | Juli | Juli | Juli | Juli |
| Kw   | Mo   | Di   | Mi   | Do   | Fr   | Sa   | So   |
| ---- | ---- | ---- | ---- | ---- | ---- | ---- | ---- |
| 27   |      |      | 1    | 2    | 3    | 4    | 5    |
| 28   | 6    | 7    | 8    | 9    | 10   | 11   | 12   |
| 29   | 13   | 14   | 15   | 16   | 17   | 18   | 19   |
| 30   | 20   | 21   | 22   | 23   | 24   | 25   | 26   |
| 31   | 27   | 28   | 29   | 30   | 31   |      |      |

| August | August | August | August | August | August | August | August |
| Kw     | Mo     | Di     | Mi     | Do     | Fr     | Sa     | So     |
| ------ | ------ | ------ | ------ | ------ | ------ | ------ | ------ |
| 31     |        |        |        |        |        | 1      | 2      |
| 32     | 3      | 4      | 5      | 6      | 7      | 8      | 9      |
| 33     | 10     | 11     | 12     | 13     | 14     | 15     | 16     |
| 34     | 17     | 18     | 19     | 20     | 21     | 22     | 23     |
| 35     | 24     | 25     | 26     | 27     | 28     | 29     | 30     |
| 36     | 31     |        |        |        |        |        |        |

| September | September | September | September | September | September | September | September |
| Kw        | Mo        | Di        | Mi        | Do        | Fr        | Sa        | So        |
| --------- | --------- | --------- | --------- | --------- | --------- | --------- | --------- |
| 36        |           | 1         | 2         | 3         | 4         | 5         | 6         |
| 37        | 7         | 8         | 9         | 10        | 11        | 12        | 13        |
| 38        | 14        | 15        | 16        | 17        | 18        | 19        | 20        |
| 39        | 21        | 22        | 23        | 24        | 25        | 26        | 27        |
| 40        | 28        | 29        | 30        |           |           |           |           |

| Oktober | Oktober | Oktober | Oktober | Oktober | Oktober | Oktober | Oktober |
| Kw      | Mo      | Di      | Mi      | Do      | Fr      | Sa      | So      |
| ------- | ------- | ------- | ------- | ------- | ------- | ------- | ------- |
| 40      |         |         |         | 1       | 2       | 3       | 4       |
| 41      | 5       | 6       | 7       | 8       | 9       | 10      | 11      |
| 42      | 12      | 13      | 14      | 15      | 16      | 17      | 18      |
| 43      | 19      | 20      | 21      | 22      | 23      | 24      | 25      |
| 44      | 26      | 27      | 28      | 29      | 30      | 31      |         |

| November | November | November | November | November | November | November | November |
| Kw       | Mo       | Di       | Mi       | Do       | Fr       | Sa       | So       |
| -------- | -------- | -------- | -------- | -------- | -------- | -------- | -------- |
| 44       |          |          |          |          |          |          | 1        |
| 45       | 2        | 3        | 4        | 5        | 6        | 7        | 8        |
| 46       | 9        | 10       | 11       | 12       | 13       | 14       | 15       |
| 47       | 16       | 17       | 18       | 19       | 20       | 21       | 22       |
| 48       | 23       | 24       | 25       | 26       | 27       | 28       | 29       |
| 49       | 30       |          |          |          |          |          |          |

| Dezember | Dezember | Dezember | Dezember | Dezember | Dezember | Dezember | Dezember |
| Kw       | Mo       | Di       | Mi       | Do       | Fr       | Sa       | So       |
| -------- | -------- | -------- | -------- | -------- | -------- | -------- | -------- |
| 49       |          | 1        | 2        | 3        | 4        | 5        | 6        |
| 50       | 7        | 8        | 9        | 10       | 11       | 12       | 13       |
| 51       | 14       | 15       | 16       | 17       | 18       | 19       | 20       |
| 52       | 21       | 22       | 23       | 24       | 25       | 26       | 27       |
| 53       | 28       | 29       | 30       | 31       |          |          |          |

## Ereignisse

### Politik und Weltgeschehen

#### Asien

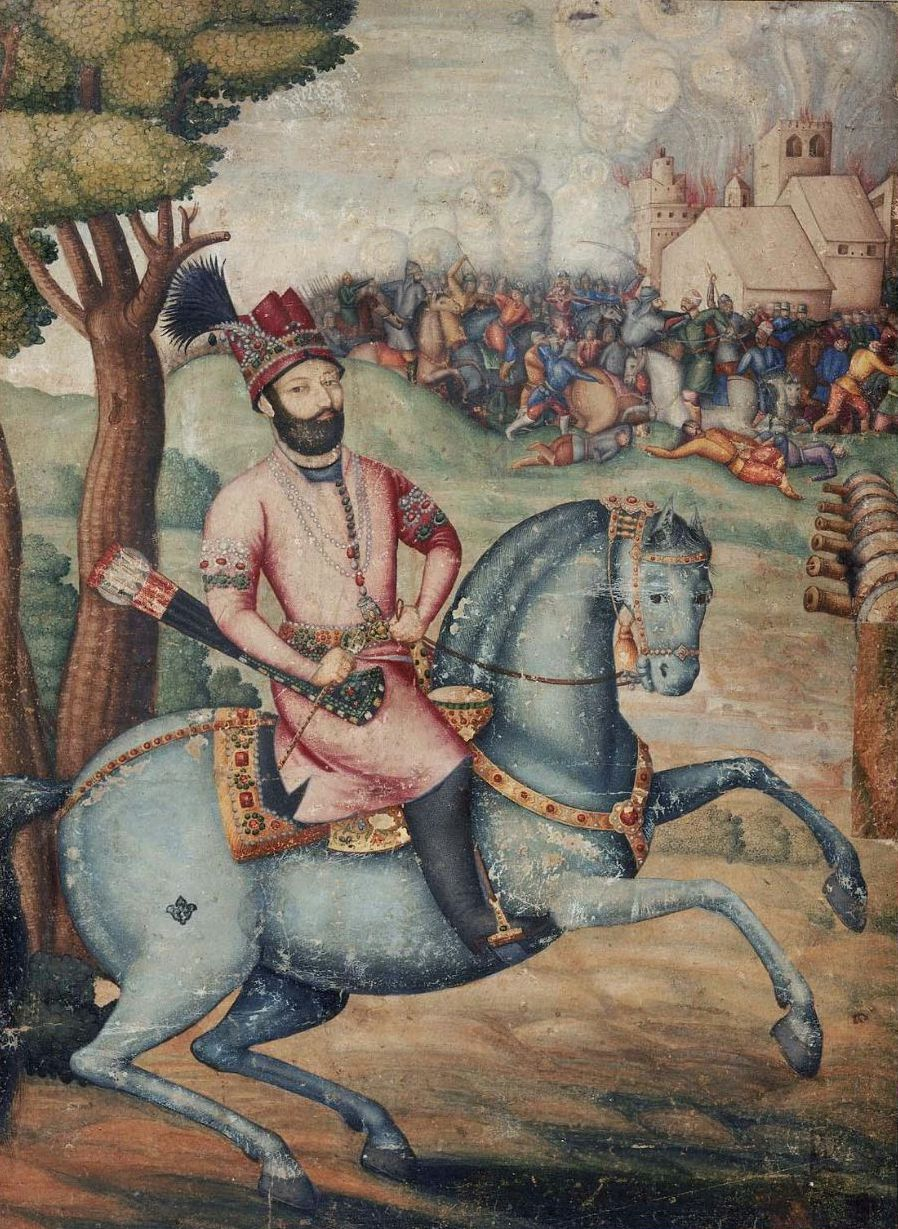
Nadir Schah bei der Plünderung Delhis

- 13. Februar: Nadir Schah aus der Dynastie der Afschariden in Persien hat Ende des Vorjahres den Indus überquert und ist im Mogulreich einmarschiert. Das von Großmogul Muhammad Shah zur Verteidigung ausgesandte Heer unterliegt in der Schlacht von Karnal und gerät in Gefangenschaft. Am 11. März zieht Nadir Schah in Delhi ein und lässt die Stadt plündern.
- 20. März: Nach Tumulten in der Bevölkerung Delhis, die sich gegen das Eintreiben von Vermögenswerten durch persische Soldaten gewehrt hat, beginnt auf Befehl des Warlords Nadir Schah in der Stadt ein Massaker, dem mindestens 20.000 Menschen zum Opfer fallen.
- 5. Mai: Nach mehrwöchiger Plünderung der Stadt Delhi zieht Nadir Schah mit seinen Truppen ab. Außer vielen jungen Sklaven nimmt das Heer auch den Pfauenthron und Edelsteine wie die Diamanten Koh-i-Noor und Darya-ye Noor für seinen Herrscher mit. Mit dieser riesigen Beute ist Nadir in der Lage, sein Volk drei Jahre lang von Steuern zu befreien.

#### Russisch-Österreichischer Türkenkrieg

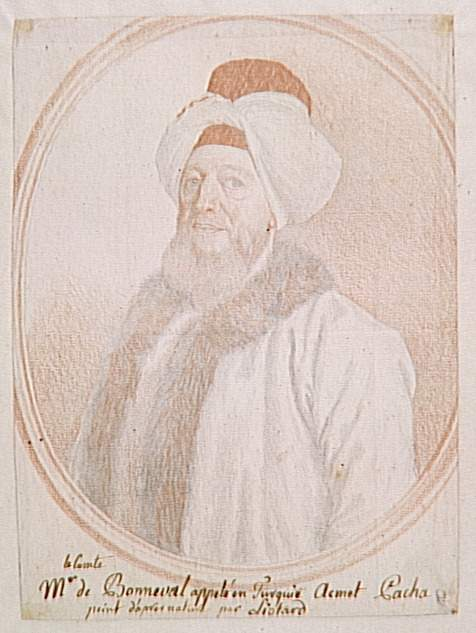
Der Graf von Bonneval als Achmed Pascha

- 22. Juli: In der Schlacht bei Grocka bringen die osmanischen Truppen unter dem Befehl des französischen Abenteurers Claude Alexandre de Bonneval im Russisch-Österreichischer Türkenkrieg der kaiserlich-österreichischen Armee unter Georg Olivier von Wallis eine empfindliche und überraschende Niederlage bei, die den kaiserlichen Hof dazu bewegt, einen Frieden um jeden Preis mit der Hohen Pforte anzustreben.
- 27. August: In der Schlacht bei Stawutschan besiegen die Russen die osmanischen Truppen und marschieren auf Chotyn.
- 1. September: Ein Präliminarfriede zwischen Österreich und dem Osmanischen Reich wird geschlossen.
- 18. September: Österreich verliert im Frieden von Belgrad alle im Friede von Passarowitz 1718 auf dem Balkan gewonnenen Gebiete, Nordserbien mit Belgrad, Nordbosnien und die Kleine Walachei, an das Osmanische Reich. Nur das Banat verbleibt bei Österreich.
- Aufgrund des österreichischen Ausscheidens aus dem Krieg und eines Bündnisses zwischen dem Osmanischen Reich und Schweden muss auch Russland, das zuvor erfolgreich gegen die Türken gekämpft hat, einen Friedensvertrag mit den Osmanen schließen, der die meisten russischen Eroberungen wieder rückgängig macht.

#### Nordamerika und Karibik
- 9. September: Bei Charleston in der britischen Kolonie South Carolina kommt es zum Stono-Aufstand, dem größten Sklavenaufstand in der nordamerikanischen Kolonialgeschichte. Der Aufstand wird durch eine Gelbfieberepidemie begünstigt, die zahlreiche Sklavenhalter schwächt. 80 Sklaven brennen im Laufe des Aufstandes sieben Plantagen nieder und töten zwanzig Weiße. Anschließend versuchen sie in die spanische Kolonie Florida zu entkommen, werden aber unterwegs von einem Trupp Bewaffneter gestellt und besiegt. Die 36 überlebenden Aufständischen werden danach enthauptet.
- 23. Oktober: Mit der Kriegserklärung des britischen Premierministers Robert Walpole gegenüber Spanien setzt der Krieg um Jenkins’ Ohr ein.
- Mit einem Friedensschluss zwischen den britischen Kolonialherren und den Leeward Maroons unter Cudjoe endet der Erste Maroon-Krieg auf Jamaika. Großbritannien erkennt die Unabhängigkeit und Freiheit der ehemaligen Sklaven an, die jedoch in ihren fünf Hauptsiedlungen bleiben müssen und keine weiteren entlaufenen Sklaven mehr aufnehmen dürfen.

#### Lateinamerika
- Das 1723 aufgelöste Vizekönigreich Neugranada wird unter dem Namen Virreinato de Nueva Granada aus Teilen der bereits bestehenden spanischen Vizekönigreiche Neuspanien und Peru neu gegründet; es umfasst die Gebiete des heutigen Kolumbiens, Venezuelas und Ecuadors.

#### Afrika
- Mutaga III. Senyamwiza wird Nachfolger von Mwezi III. Ndagushimiye als König von Burundi.

#### Entdeckungsreisen

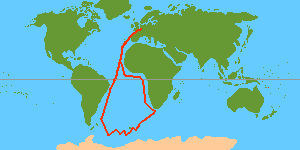
Reiseroute von Charles Bouvet

- 1. Januar: Auf seiner Südmeerexpedition sichtet Jean-Baptiste Charles Bouvet de Lozier das Cap de la Circoncision, die später nach ihm benannte Bouvetinsel. Da er zwölf Tage lang nicht landen kann und seine Mannschaft an Skorbut leidet, fährt er nach Osten weiter, bis er wegen der Erkrankungen aufgeben muss. Er trifft am 24. Februar am Kap der Guten Hoffnung ein und ist am 24. Juni wieder in Lorient. Seine Auftraggeber muss er informieren, dass ein Südkontinent zum Pol hin liegen müsse und für Versorgungsmöglichkeiten daher nicht in Frage komme.

### Wirtschaft
- Die von David Faßmann herausgegebene moralische Wochenschrift Gespräche in dem Reiche derer Todten wird nach über 20 Jahren eingestellt.

### Wissenschaft und Technik
- Januar: Die Deutsche Gesellschaft zu Bern zur Pflege der Deutschen Sprache wird durch Johann Georg Altmann gegründet. Mitglieder sind unter anderen Uriel Freudenberger, Alexander Ludwig von Wattenwyl und Friedrich Sinner.
- 2. Juni: Die Königlich Schwedische Akademie der Wissenschaften wird gegründet. Zu den Gründungsmitgliedern gehören Carl von Linné, Jonas Alströmer, Mårten Triewald, Sten Carl Bielke, Carl Wilhelm Cederhielm und Anders Johan von Höpken.
- 2. September: Die Deutsche Gesellschaft zu Greifswald in Schwedisch-Pommern hat ihre konstituierende Sitzung. Ziel der Gesellschaft ist die Förderung der Wissenschaften im Sinne der Aufklärung sowie der Deutschen Sprache.

### Kultur

#### Architektur

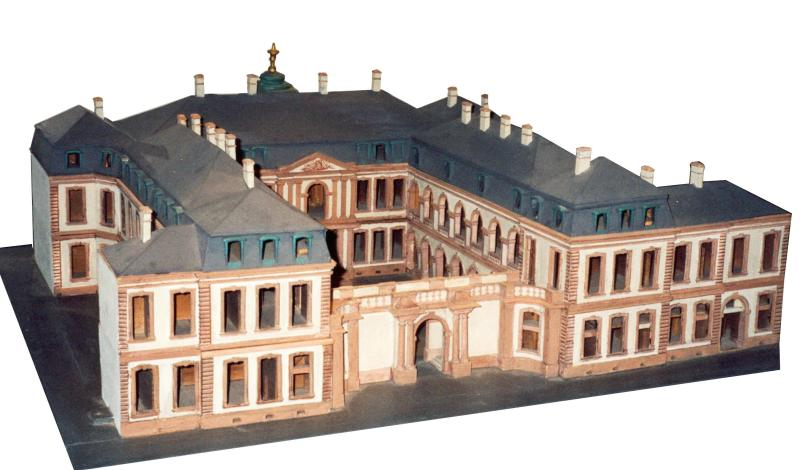
Modell des Palais in seiner ursprünglichen Form

- Das Palais Thurn und Taxis in Frankfurt am Main wird fertiggestellt.

- In Wien wird die Karlskirche, die 1716 von Johann Bernhard Fischer von Erlach begonnen wurde, von seinem Sohn Joseph Emanuel Fischer von Erlach fertiggestellt.

#### Musik und Theater

##### London
- 16. Januar: Am Haymarket Theatre findet in London die Uraufführung von Georg Friedrich Händels Oratorium Saul statt. Das auf der Bibel basierende Libretto stammt von Charles Jennens.
- 4. April: Das Oratorium Israel in Egypt von Georg Friedrich Händel wird am King’s Theatre am Londoner Haymarket uraufgeführt. Wahrscheinlich wird zwischen den Akten unter anderem das Orgelkonzert The Cuckoo and the Nightingale gespielt, das Händel kurz vorher fertiggestellt hat.
- 1. Mai: Georg Friedrich Händels Opernpasticcio Giove in Argo hat seine Uraufführung am King’s Theatre am Londoner Haymarket. Das Stück ist ein Misserfolg und erlebt nur noch eine zweite Aufführung am 5. Mai.
- 22. November: Georg Friedrich Händels Ode for St. Cecilia’s Day auf der Grundlage eines Gedichts des Engländers John Dryden wird zusammen mit einer Aufführung von Alexander’s Feast am Lincoln’s Inn Fields Theatre in London uraufgeführt.
- 1. Dezember: Die Uraufführung der Oper Nancy, or The Parting Lovers von Henry Carey findet in London statt.
- Weihnachten: Das Weihnachtslied Hark! The Herald Angels Sing von Charles Wesley wird in seiner Sammlung Hymns and Sacred Poems veröffentlicht.

##### Paris
- 21. Mai: Die Uraufführung der Ballettoper Les Fêtes d'Hébé ou Les Talents lyriques von Jean-Philippe Rameau erfolgt an der Grand Opéra Paris.
- 19. November: Die Oper Dardanus von Jean-Philippe Rameau auf das Libretto von Charles-Antoine Leclerc de La Bruère wird an der Grand Opéra Paris uraufgeführt. Während die Handlung wegen ihrer Schwächen schon bei Rameaus Zeitgenossen auf Kritik stößt, gilt die Oper wegen ihrer differenzierten Musik als einer der Höhepunkte der Tragédie lyrique.

##### Wien
- 28. August: Das Libretto Astrea placata ovvero La felicità della terra zu einem Componimento drammatico von Pietro Metastasio wird in seiner ersten Vertonung durch Luca Antonio Predieri in der Galerie der kaiserlichen Favorita in Wien zur Geburtstagsfeier der Kaiserin Elisabeth uraufgeführt.

### Gesellschaft
- 23. Januar: Mit einer Verordnung wird in Norwegen die Volksschulpflicht eingeführt.
- 29. März: Horace Walpole startet gemeinsam mit Thomas Gray von Dover aus seine Grand Tour durch Europa, die bis 1741 dauern wird.

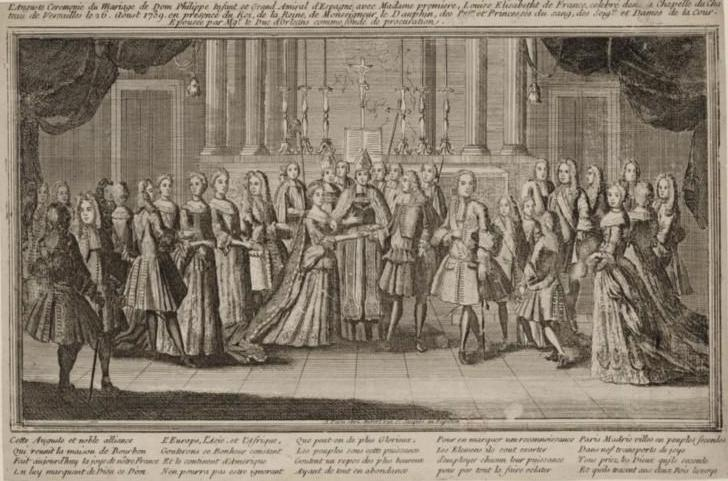
Die Hochzeit per procurationem in Versailles

- 25. Oktober: Infant Philipp von Spanien heiratet – nach einer Heirat per procurationem am 26. August in Versailles – in Madrid die zwölfjährige Marie Louise Élisabeth de Bourbon, älteste Tochter des französischen Königs Ludwig XV.

### Katastrophen
- 22. September: Einem Blitzeinschlag in einen der Bremer Pulvertürme folgt eine gewaltige Detonation, die eine Feuersbrunst in Bremen auslöst. Ihr fallen etwa ein Sechstel der Stadt und 32 Menschen zum Opfer.
- Hungersnot in Frankreich. Es kommt vereinzelt zu Unruhen.

### Natur und Umwelt
In England fallen die Durchschnittstemperaturen für die Monate Dezember 1739 und Januar 1740 unter Null Grad. Das passiert erst im Dezember 1878 und Januar 1879 erneut. Der Frost beginnt am Weihnachtstag 1739 und endet erst am 17. Februar 1740. Die Kälte hält sich bis zum 5. April.

## Geboren

### Erstes Quartal
- 03. Januar: Karl Wilhelm Hennert, deutscher Forstmann († 1800)
- 05. Januar: Karl von Zinzendorf, österreichischer Staatsmann († 1813)
- 17. Januar: James Anderson of Hermiston, schottischer Agrarökonom und Schriftsteller († 1808)
- 17. Januar: Johann Christian von Schreber, deutscher Mediziner und Naturforscher († 1810)
- 17. Januar: Padre Sojo, venezolanischer Priester und Musikpädagoge († 1799)
- 23. Januar: Franz Anton Xaver Hauser, deutscher Bildhauer († 1819)
- 06. Februar: Christian Gottfried Hahmann, deutscher Baumeister († 1798)
- 11. Februar: Johann Christian Hofmann, deutscher Beamter († 1792)
- 12. Februar: Johann Georg Vogel, deutscher evangelischer Geistlicher und Bienenzüchter († 1826)
- 15. Februar: Alexandre-Théodore Brongniart, französischer Architekt († 1813)
- 15. Februar: Charles Henri Sanson, französischer Scharfrichter († 1806)
- 16. Februar: Gottlieb Schlegel, deutscher evangelischer Theologe und Generalsuperintendent für Vorpommern († 1810)
- 19. Februar: Giambattista Dall’Olio, italienischer Musiker und Musiktheoretiker († 1823)
- 21. Februar: Karl Friedrich Reinhard von Gemmingen, Minister am Hofe Karl Alexanders von Brandenburg-Ansbach, Ritterhauptmann des Ritterkantons Odenwald und Generaldirektor der Reichsritterschaft († 1822)
- 08. März: Joachim van Plettenberg, Gouverneur der Kapkolonie († 1793)
- 12. März: Friedrich Wilhelm Strieder, deutscher Bibliothekar, Lexikograph und Historiker († 1815)
- 16. März: George Clymer, US-amerikanischer Politiker, Unterzeichner der Unabhängigkeitserklärung der Vereinigten Staaten († 1813)
- 18. März: Domingo de Iriarte, spanischer Diplomat († 1795)
- 19. März: Charles-François Lebrun, französischer Konsul und Herzog von Piacenza († 1824)
- 20. März: Maria Josepha von Bayern, Kaiserin des Heiligen Römischen Reichs († 1767)
- 22. März: Louis Alexandre d’Albignac, französischer General († 1825)
- 24. März: Christian Friedrich Daniel Schubart, deutscher Dichter, Organist, Komponist und Journalist († 1791)
- 25. März: Edward, Duke of York and Albany, britischer Prinz und Admiral († 1767)
- 30. März: Dominik Andreas von Kaunitz-Rietberg-Questenberg, österreichischer Diplomat und kaiserlicher Hofbeamter († 1812)

### Zweites Quartal
- 02. April: Camillo Marcolini, sächsischer Minister, Generaldirektor der Künste und Kunstakademien sowie Direktor der Meißner Porzellanmanufaktur († 1814)
- 05. April: Philemon Dickinson, US-amerikanischer Politiker († 1809)
- 09. April: Johann Joseph Imhoff, deutscher Bildhauer († 1802)
- 17. April: Robert-André Andréa de Nerciat, französischer Schriftsteller, Soldat, Architekt und Bibliothekar († 1800)
- 17. April: Caroline Schuch, deutsche Schauspielerin († 1787)
- 20. April: William Bartram, US-amerikanischer Naturforscher († 1823)
- 20. April: Johann Konrad Friedrich von Hotze, österreichischer General schweizerischer Herkunft († 1799)
- 08. Mai: Stanisław Trembecki, polnischer Dichter († 1812)
- 11. Mai: Eleanor Charlotte Butler, irische Adelige, eine der Ladies von Llangollen († 1829)
- 14. Mai: Paine Wingate, US-amerikanischer Politiker († 1838)
- 27. Mai: François Ignace Ervoil d’Oyré, französischer General († 1799)
- 04. Juni: Johann Beckmann, deutscher Ökonom († 1811)
- 04. Juni: Christian Hartmann Samuel von Gatzert, deutscher Jurist und Politiker († 1807)
- 11. Juni: Johann Friedrich Schultz, deutscher evangelischer Theologe, Mathematiker und Philosoph († 1805)
- 19. Juni: Helfrich Bernhard Wenck, deutscher Pädagoge, Bibliothekar und Historiker († 1803)
- 25. Juni: Jeremias Nicolaus Eyring, deutscher Rektor und Hochschullehrer († 1803)

### Drittes Quartal
- 02. Juli: Matthias Friese, deutscher Schulmeister, Organist und Orgelbauer († 1786)
- 04. Juli: Johann Karl Christoph Ferber, deutscher Hochschullehrer und Philosoph († 1786)
- 06. Juli: Georges Jacob, französischer Kunsttischler († 1814)
- 06. Juli: Friedrich Wilhelm Rust, deutscher Violinist und Komponist († 1796)
- 19. Juli: Joseph Stanton, US-amerikanischer Politiker († 1807)
- 26. Juli: George Clinton, US-amerikanischer Politiker, Gouverneur von New York und Vizepräsident der Vereinigten Staaten († 1812)
- 26. Juli: Karl Friedrich Senf, deutscher evangelischer Theologe und Kirchenlieddichter († 1814)
- 31. Juli: Alois Friedrich von Brühl, kursächsisch-polnischer Hofbeamter und Theaterschriftsteller († 1793)
- 03. August: Dominika von Gillern, Fürstäbtissin von Trebnitz († 1810)
- 03. August: Johann Jakob von Pistor, russischer Generalleutnant († 1814)
- 06. August: Caetano de Lemos Telo de Meneses, Gouverneur von Portugiesisch-Timor († 1795)
- 18. August: Cornelis de Pauw, niederländischer Historiker, Kulturphilosoph und Philologe († 1799)
- 21. August: Archibald Campbell, britischer Offizier, Politiker und Gouverneur von Georgia, Jamaika und Madras († 1791)
- 28. August: Agostino Accorimboni, italienischer Opernkomponist, Violinist und Pianist († 1818)
- 30. August: George Mathews, britisch-amerikanischer Politiker, Gouverneur von Georgia († 1812)
- 04. September: Blaise Duval, französischer General († 1803)
- 09. September: Friderika Baldinger, deutsche Schriftstellerin († 1786)
- 09. September: Johann Georg Geib, deutscher Orgelbaumeister († 1818)
- 17. September: John Rutledge, US-amerikanischer Politiker, Gouverneur von South Carolina und Oberster Bundesrichter († 1800)
- 21. September: Carl Friedrich Faber, deutscher Buch- und Zeitungsverleger sowie Druckereibesitzer († 1823)
- 24. September: Grigori Potjomkin, russischer Fürst, Feldmarschall sowie Vertrauter und Liebhaber der russischen Zarin Katharina der Großen († 1791)
- 28. September: John Haring, US-amerikanischer Politiker († 1809)

### Viertes Quartal
- 13. Oktober: Christian Friedrich von Jäger, deutscher Mediziner und Forscher († 1808)
- 14. Oktober: Ioan Bob, rumänisch-griechisch-katholischer Bischof von Făgăraș († 1830)
- 16. Oktober: Wenzel Trnka von Krzowitz, böhmischer Arzt und Komponist († 1791)
- 18. Oktober: Robert Gendre, Schweizer römisch-katholischer Geistlicher († 1812)
- 24. Oktober: Anna Amalia von Braunschweig-Wolfenbüttel, Herzogin von Sachsen-Weimar-Eisenach, Mäzenin und Komponistin († 1807)
- 26. Oktober: Matthias Jorissen, deutscher reformierter Pfarrer und Kirchenliederdichter († 1823)
- 02. November: Carl Ditters von Dittersdorf, österreichischer Komponist und Violinvirtuose sowie Forstmeister († 1799)
- 07. November: Ernst Franz von Platen-Hallermund, kurpfälzischer Geheimrat und braunschweigisch-lüneburgischer General-Erbpostmeister († 1818)
- 08. November: Jordi Bosch, mallorquinischer Orgelbauer († 1800)
- 08. November: Charles Joseph Vanhove, französischer Schauspieler († 1803)
- 19. November: François-Claude-Amour de Bouillé, französischer General († 1800)
- 25. November: Philipp Matthäus Hahn, Württemberger Pfarrer und Erfinder († 1790)
- 29. November: Georg Ernst Hebenstreit, deutscher lutherischer Theologe († 1781)
- 000November: Józef Boruwłaski, polnischer kleinwüchsiger Mann († 1837)
- 07. Dezember: Christiane Karoline Lucius, deutsche Schriftstellerin († 1833)
- 07. Dezember: Johann Georg Schlosser, deutscher Jurist, Historiker, Staatsmann, Schriftsteller und Übersetzer († 1799)
- 09. Dezember: Ignaz Ablasser, österreichischer Maler († 1799)
- 10. Dezember: Johann Elias Haid, deutscher Kupferstecher, Porträtmaler, Schabkünstler und Verleger († 1809)
- 10. Dezember: Agostino Poli, italienischer Komponist und Kapellmeister († 1819)
- 14. Dezember: Pierre Samuel du Pont de Nemours, französischer Nationalökonom († 1817)
- 24. Dezember: Allen Jones, US-amerikanischer Politiker († 1798)
- 31. Dezember: Friedrich Wilhelm von Arnim-Boitzenburg, preußischer Beamter und Kriegsminister († 1801)

### Genaues Geburtsdatum unbekannt
- Giambattista Gherardo d’Arco, italienischer nationalökonomischer Autor († 1791)
- Samuel John Atlee, US-amerikanischer Politiker († 1786)
- Robert Barker, irischer Maler († 1806)
- Joseph Carr, US-amerikanischer Musikverleger († 1819)
- Jean-François Chalgrin, französischer Architekt († 1811)
- Frei Galvão, brasilianischer und katholischer Heiliger († 1822)
- Jindřich Krištof Hataš, böhmischer Komponist († 1808)
- Karoline Kaulla, deutsche Hoffaktorin, galt als reichste Frau Deutschlands († 1809)
- Hyde Parker, Admiral der britischen Royal Navy († 1807)
- Eliza Parsons, englische Schriftstellerin († 1811)
- Johann Heinrich Schulz, deutscher lutherischer Pfarrer († 1823)
- Charles Scott, US-amerikanischer Politiker, Gouverneur von Kentucky († 1813)
- Thomas Scott, US-amerikanischer Politiker († 1796)

## Gestorben

### Januar bis April
- 01. Januar: Johann Georg Neidhardt, deutscher Organist, Komponist und Theoretiker (* um 1680)
- 17. Januar: Johann Jakob Stupan von Ehrenstein, österreichischer Komponist (* 1664)
- 20. Januar: Francesco Galli da Bibiena, italienischer Szenograph, Architekt, Bühnenbildner und Dekorationsmaler (* 1659)
- 29. Januar: Friedrich Gottlieb Kettner, deutscher lutherischer Theologe und Kirchenhistoriker (* 1672)
- 08. Februar: Gottfried Leonhard Baudis der Ältere, deutscher Rechtswissenschaftler (* 1683)
- 15. Februar: Eustachio Manfredi, italienischer Astronom, Mathematiker und Dichter (* 1674)
- 06. März: Johann Friedrich Schannat, deutscher Priester und Rechtsgelehrter (* 1683)
- 18. März: Friedrich Wilhelm von Grumbkow, preußischer Generalfeldmarschall und Staatsmann (* 1678)
- 19. März: Patrick Laules, spanischer General und Diplomat irischer Herkunft (* 1676)
- 21. März: Johann Ernst Bach, deutscher Organist (* 1683)
- 22. März: Georg Anton Machein, deutscher Bildhauer und Holzschnitzer (* 1685)
- 23. März: Georg Friedrich Schröer, deutscher lutherischer Theologe (* 1663)
- 27. März: Hieronymus Florentinus Quehl, deutscher Komponist und Organist (* 1694)
- 31. März: Magnus Berg, norwegischer Maler und Elfenbeinschnitzer (* 1666)
- 07. April: Richard Turpin, englischer Straßenräuber und Viehdieb (* 1705)
- 18. April: Wolfgang Sigismund von Orsini-Rosenberg, Landeshauptmann von Kärnten (* 1682)
- 24. April: Karl-Franz Hannong, niederländisch-französischer Keramiker und Unternehmer (* 1669)
- 25. April: Santiago de Murcia, spanischer Gitarrist, Komponist und Musiktheoretiker (* 1673)
- 26. April: Johann Michael Prunner, österreichischer Architekt (* 1669)
- 27. April: Gioacchino Vitagliano, sizilianischer Bildhauer (* 1669)

### Mai bis August
- 03. Mai: Marie Anne de Bourbon, Fürstin von Conti (* 1666)
- 10. Mai: Cosmas Damian Asam, bayerischer Baumeister und Maler (* 1686)
- 11. Mai: Pierre Charles Trémolières, französischer Maler (* 1703)
- 13. Mai: Dubislav Gneomar von Natzmer, preußischer General (* 1654)
- 27. Mai: Johann Gottfried Bernhard Bach, deutscher Organist (* 1715)
- 28. Mai: James Anderson, schottischer Prediger (* um 1678)
- 06. Juni: Samuel Dale, englischer Arzt und Botaniker (* 1659)
- 09. Juni: Theodorus van der Croon, altkatholischer Erzbischof von Utrecht (* 1668)
- 11. Juni: Farfallino (eigtl. Giacinto Fontana), italienischer Opernsänger und Kastrat (* 1692)
- 12. Juni: Georg Albrecht, Herzog von Sachsen-Weißenfels-Barby (* 1695)
- 13. Juni: Sophie Christiane Luise von Brandenburg-Bayreuth, Fürstin von Thurn und Taxis (* 1710)
- 18. Juni: Karl Friedrich, Herzog von Schleswig-Holstein-Gottorf (* 1700)
- 08. Juli: Carlo Colonna, Kardinal der Römischen Kirche (* 1665)
- 20. Juli: Francesco Alborea, italienischer Cellist und Komponist (* 1691)
- 24. Juli: Benedetto Marcello, italienischer Komponist (* 1686)
- 01. August: Johann Jakob Bager, deutscher Baumeister (* um 1670)
- 05. August: Friedrich Bernhard, Pfalzgraf und Herzog von Zweibrücken-Birkenfeld zu Gelnhausen (* 1697)
- 24. August: Takebe Katahiro, japanischer Mathematiker (* 1664)
- 26. August: Pierre Parrocel, französischer Maler (* 1670)
- 28. August: Christian, Fürst zu Nassau-Dillenburg (* 1688)
- 000August: Matthias Buchinger, deutscher Künstler, Musiker, Zeichner, Kalligraph und Magier, der ohne Hände und Füße geboren wurde (* 1674)

### September bis Dezember
- 01. September: Johann Gottfried Kraus, deutscher Rechtswissenschaftler (* 1680)
- 06. September: Heinrich von Huyssen, deutscher Diplomat und Berater Peter des Großen (* 1666)
- 06. September: Conrad von Ranck, schwedischer und hessen-kasselscher Generalleutnant sowie Gouverneur der Festung Rheinfels (* 1664)
- 08. September: Johann Benedict Carpzov III., deutscher Historiker, Jurist und Bürgermeister von Zittau (* 1675)
- 08. September: Juri Jurjewitsch Trubezkoi, russischer Staatsmann (* 1668)
- 12. September: Cesare Antonio Canavese, italienischer Bildhauer und Stuckateur (* 1672)
- 12. September: Ernst Ludwig, Landgraf von Hessen-Darmstadt (* 1667)
- 12. September: Reinhard Keiser, deutscher Komponist (* 1674)
- 21. September: Saliha Sultan, Gemahlin des osmanischen Sultans Mustafa II. (* um 1680)
- 23. September: Johann Christoph Aurbach, deutscher Beamter und Kanzleidirektor des Stifts Quedlinburg (* unb.)
- 08. Oktober: Christian Georg Vick, deutscher Autor und Baumeister (* 1668)
- 18. Oktober: Jacob Wittich, deutscher Philosoph und Mathematiker (* 1677)
- 19. Oktober: António José da Silva, portugiesisch-brasilianischer Komödiendichter und Opfer der Inquisition (* 1705)
- 04. November: Joscio Hamberger, Benediktiner und Abt der Abtei Niederaltaich (* 1667)
- 08. November: Anselm Franz von Thurn und Taxis, deutscher Generalerbpostmeister, Leiter der Kaiserlichen Reichspost (* 1681)
- 12. November Hans Heinrich Schulthess, Schweizer Kaufmann, Politiker und Pietist (* 1665)
- 17. November: Maria Amalia von Brandenburg-Schwedt, Herzogin von Sachsen-Zeitz (* 1670)
- 29. November: Sebastian Johann Georg Graf von Künigl, Landeshauptmann und kaiserlicher Gouverneur von Tirol (* 1663)
- 000November: Josef Carlone, steirischer Baumeister (* 1678)
- 03. Dezember: Christian Wermuth, deutscher Medailleur (* 1661)
- 04. Dezember: Johann Josef Auer, deutscher Bildhauer und Holzschnitzer (* 1666)
- 08. Dezember: William Ramsay, 6. Earl of Dalhousie, schottischer Adeliger und Soldat (* 1660)
- 19./20. Dezember: Gottfried Grünewald, deutscher Sänger, Cembalist und Komponist (* 1673)
- 000Dezember: Wolmar Anton von Schlippenbach, schwedischer Offizier deutschbaltischer Herkunft und Generalgouverneur von Schwedisch-Estland (* um 1650)

### Genaues Todesdatum unbekannt
- Benedikt von Ahlefeldt, Geheimer Rat, Kanzleipräsident und Kammerherr des Herzogs Karl Friedrich von Schleswig-Holstein-Gottorf (* 1685)
- Peter d’Arbaud, preußischer Oberst
- Catherine Barton, Isaac Newtons Adoptivtochter und Nachlassverwalterin (* 1679)
- Friedrich Christian Feustking, deutscher Dichter und Librettist (* 1678)
- Giuseppe Giovanni Guarneri, italienischer Geigenbauer (* 1666)